# Melanoplus querneus
Melanoplus querneus är en insektsart som beskrevs av Rehn, J.A.G. och Morgan Hebard 1916. Melanoplus querneus ingår i släktet Melanoplus och familjen gräshoppor. Inga underarter finns listade i Catalogue of Life.